# Casotti-Ponte Sestaione
Casotti-Ponte Sestaione è una frazione del comune italiano di Abetone Cutigliano, nella provincia di Pistoia, in Toscana.

## Geografia fisica
La frazione sorge a 585 m d'altitudine, a sud-ovest del centro abitato di Cutigliano, oltre il corso del fiume Lima. Prende il nome dalla località di Casotti, al quale è stato aggiunto quello di Ponte Sestaione per l'importanza logistica legata all'attraversamento sul torrente Sestaione, il quale attraversa il paese e qui si immette nella Lima. Altre località facenti parte della frazione sono quelle di Botraia, Botraia di Sopra, Isole, Campo Sogliani, Campi Sillani, Casa Nova, e Spanti
Poco distante dal centro abitato sorge la stazione meteorologica di Cutigliano.

## Storia
Il paese di Casotti nacque tra il XVIII e il XIX secolo lungo la strada carrabile che collegava le città di Modena e di Pistoia, attraversando l'Appennino Tosco-Emiliano. La strada regia, con annesso ponte sul Sestaione, erano stati voluti dal granduca di Toscana Pietro Leopoldo e progettati dall'ingegnere Leonardo Ximenes. In questo punto era situata la posta del "trapelo", ovvero un cavallo aggiuntivo che veniva affittato ai viandanti per aiutarli a superare il pendio più ripido del tratto di strada successivo e raggiungere il passo dell'Abetone.
Durante la seconda guerra mondiale il territorio fu teatro di scontri tra partigiani e nazisti, e questi ultimi fecero esplodere il ponte sul Sestaione per rallentare l'avanzata degli anglo-americani. In seguito alla ricostruzione del ponte, nella seconda metà del XX secolo, il paese di Casotti-Ponte Sestaione conobbe un incremento urbanistico e demografico, sviluppandosi come centro abitato principale del territorio comunale di Cutigliano.

## Monumenti e luoghi d'interesse
Ponte sul Sestaione
Il ponte fu edificato per la prima volta nel XVIII secolo per permettere l'attraversamento del torrente Sestaione, maggiore affluente del fiume Lima, secondo i progetti dell'ingegnere e gesuita siciliano Leonardo Ximenes per volontà del granduca di Toscana, che gli aveva commissionato la realizzazione della via di collegamento tra il granducato e il ducato di Modena. La struttura fu fatta saltare dall'esercito tedesco durante la seconda guerra mondiale per rallentare l'avanzata alleata verso il passo dell'Abetone. Il ponte, dal quale trae origine il nome del paese, fu ricostruito nel dopoguerra seguendo il progetto iniziale e recuperando parte dei materiali originari.
Fontana Ximeniana
La fontana Ximeniana è una fonte in pietra del XVIII secolo realizzata dall'ingegnere Leonardo Ximenes in occasione della costruzione della strada regia Pistoia-Modena, come punto di sosta per i viandanti.
Monumento a Fabio Danti
Monumento dedicato al campione europeo di cronoscalata Fabio Danti, proveniente dalla località e tragicamente deceduto in un incidente durante una gara nel 2000.

## Infrastrutture e trasporti
La frazione è attraversata dalla strada statale 12 dell'Abetone e del Brennero, che nel suo tragitto completo attraversa l'Italia centro-settentrionale collegando Pisa con il passo del Brennero.
La frazione inoltre ospita (in località Casotti) il locale deposito di autobus di Autolinee Toscane